# مسجد كامبونج بينغكورونج
مسجد كامبونج بينغكورونج يقع المسجد في منطقة كامبونج بينغكورونج، والتي تبعد حوالي سبعة كيلومترات من مدينة بندر سري بكاوان عاصمة بروناي .

## البناء
تم البدء في بناء مسجد كامبونج بينغكورونج في عام 1984، على موقع أرض تبلغ مساحتها 4 فدان، واكتمل البناء في عام 1986 ، وبلغت تكلفة البناء الاجمالية مبلغ قدره حوالي 250،000.00 دولار .

## الافتتاح
تم افتتح مسجد كامبونج بينغكورونج رسميا من قبل المهراجا المفتي أوانغ حاجي إسماعيل بن عمر عبد العزيز، وذلك في يوم الجمعة الثامن من شهر رجب من عام 1408 هـ الموافق السادس والعشرين من شهر فبراير من عام 1988، وبلغت قدرة المسجد الاستيعابية في ذلك الوقت حوالي 200 مصلي في وقت واحد .

## التوسعة
نظرا لازدياد عدد السكان وتزايد الجماعة القاطنة حول المسجد، فقد بدأ بأعمال التوسعة في أواخر عام 1990، واكتملت أعمال التوسعة في الرابع عشر من شهر أبريل من سنة 1991، وأصبح المسجد قادر على استيعاب ما مجموعة 800 مصلي في وقت واحد، وبلغت تكلفة البناء مبلغ قدره 180،000.00 دولار.